# Williams FW15C
Williams FW15C – bolid Formuły 1, zaprojektowany przez Adriana Neweya i Patricka Heada i uczestniczący w niej w sezonie 1993.

## Informacje
Samochód napędzany był silnikiem Renault (RS5 3.5 V10). Williams FW15C był jednym z najlepszych samochodów jakie kiedykolwiek startowały w Formule 1 – i tylko dzięki bardzo dobrej postawie Ayrtona Senny w jego McLarenie oraz kilku awariom nie zdominował sezonu aż tak, jak McLareny MP4/4 i MP4/5. Zawodnicy zasiadający za kierownicą Williamsa wygrali 10 z 16 wyścigów sezonu 1993, 22 razy zajęli miejsce na podium, 15 razy zdobyli pole position, a także osiągnęli 10 najszybszych okrążeń. Samochód używał wielu elektronicznych systemów wspomagania, i w dużej mierze to im zawdzięczał swój sukces. Były to m.in. system kontroli trakcji czy aktywne zawieszenie. Ze względu na przewagę, jaką dawały, która jednocześnie obniżyła atrakcyjność Formuły 1 zostały one zakazane od sezonu 1994.

## Wyniki w Formule 1
| Legenda oznaczeń w tabelach wyników Wyświetl szablon na nowej stronie | Legenda oznaczeń w tabelach wyników Wyświetl szablon na nowej stronie                                                                     |
| Oznaczenie                                                            | Wyjaśnienie |
| --------------------------------------------------------------------- | --- |
| Złoty                                                                 | Zwycięzca lub mistrzostwo |
| Srebrny                                                               | 2. miejsce lub wicemistrzostwo |
| Brązowy                                                               | 3. miejsce lub II wicemistrzostwo |
| Zielony                                                               | Ukończył, punktował (w klasyfikacji generalnej, gdy zdobył co najmniej jeden punkt na przestrzeni sezonu, poza trzema powyższymi opcjami) |
| Niebieski                                                             | Ukończył, nie punktował (w klasyfikacji generalnej, gdy nie zdobył co najmniej jednego punktu na przestrzeni sezonu)                      |
| Czerwony                                                              | Nie zakwalifikował się (NZ) |
| Czerwony                                                              | Nie prekwalifikował się (NPK) |
| Różowy                                                                | Nie ukończył (NU) |
| Różowy                                                                | Niesklasyfikowany (NS) (w klasyfikacji generalnej, gdy nie został sklasyfikowany w żadnym wyścigu sezonu)                                 |
| Czarny                                                                | Zdyskwalifikowany (DK) |
| Czarny                                                                | Wykluczony (WYK/EX) |
| Biały                                                                 | Nie wystartował (NW) |
| Biały                                                                 | Kontuzjowany (K/INJ) |
| Biały                                                                 | Wyścig odwołany (OD/C) |
| Bez koloru                                                            | Został wycofany (WYC/WD) |
| Bez koloru                                                            | Nie przybył (NP/DNA) |
| Bez koloru                                                            | Nie brał udziału w treningach (NT/DNP) |
| Bez koloru                                                            | Nie został zgłoszony (–) |
| Pogrubienie                                                           | Start z pole position |
| Kursywa                                                               | Najszybsze okrążenie wyścigu |
| †                                                                     | Nie ukończył, ale jego rezultat został zaliczony ze względu na przejechanie więcej niż 90% dystansu wyścigu.                              |
| *                                                                     | Sezon w trakcie |
| 1/2/3                                                                 | Punktowana pozycja w sprincie kwalifikacyjnym                                                                                             |
| Lista systemów punktacji Formuły 1                                    | |

| Rok  | Zespół   | Silnik      | Opony | Kierowcy    |     | Brazylia | Unia Europejska | San Marino | Hiszpania | Monako | Kanada | Francja | Wielka Brytania | Niemcy | Węgry | Belgia | Włochy | Portugalia | Japonia | Australia | Pkt. | Msc. |
| ---- | -------- | ----------- | ----- | ----------- | --- | -------- | --------------- | ---------- | --------- | ------ | ------ | ------- | --------------- | ------ | ----- | ------ | ------ | ---------- | ------- | --------- | ---- | ---- |
| 1993 | Williams | Renault V10 | G     |             | ZAF | BRA      | EUR             | SMR        | ESP       | MON    | CAN    | FRA     | GBR             | GER    | HUN   | BEL    | ITA    | POR        | JPN     | AUS       | 168  | 1    |
| 1993 | Williams | Renault V10 | G     | Damon Hill  | NS  | 2        | 2               | NU         | NU        | 2      | 3      | 2       | NU              | 15     | 1     | 1      | 1      | 3          | 4       | 3         | 168  | 1    |
| 1993 | Williams | Renault V10 | G     | Alain Prost | 1   | NU       | 3               | 1          | 1         | 4      | 1      | 1       | 1               | 1      | 12    | 3      | 12     | 2          | 2       | 2         | 168  | 1    |